# گروه خدمات ویژه ارتش پاکستان
گروه خدمات ویژه ارتش پاکستان (انگلیسی: Special Service Group) یگان نیروهای ویژه زیرمجموعه ارتش پاکستان است، که در سال ۱۹۵۶ تأسیس شد.